# سیارک ۱۳۷۳۹
سیارک ۱۳۷۳۹ (به انگلیسی: 13739 Nancyworden، نامگذاری:1998SW1) سیزده هزار و هفتصد و سی و نهمین سیارک کشف شده‌است که در ۱۶ سپتامبر ۱۹۹۸ کشف شد.
قدر مطلق سیارک برابر ۱۲٫۴۰ است.